# William Bailey Lamar
William Bailey Lamar (* 12. Juni 1853 in Monticello, Jefferson County, Florida; † 26. September 1928 in Thomasville, Georgia) war ein amerikanischer Jurist und Politiker.
William Lamar, ein Neffe von Lucius Quintus Cincinnatus Lamar, besuchte die Jefferson Academy in Monticello und studierte an der University of Georgia in Athens, wo er von 1866 bis 1873 lebte. 1874 kehrte er nach Florida zurück, schloss 1875 sein Studium an der Lebanon Law School in Lebanon (Tennessee) ab und praktizierte, nachdem er die Zulassung von der Rechtsanwaltskammer erhalten hatte, in Tupelo, Mississippi. Anschließend arbeitete er von Januar 1877 bis Januar 1881 als Angestellter beim Bezirksgericht des Jefferson County. Von 1883 bis 1886 wirkte er als Richter am Gericht des Jefferson County.
1887 wurde Lamar in das Repräsentantenhaus von Florida gewählt; die Wahl zum Sprecher des Hauses lehnte er ab. Von 1889 bis 1903 war er gewählter Attorney General von Florida. Für die 58. Kongresswahlperiode wurde er 1902 als Abgeordneter des neu geschaffenen dritten Kongresswahlbezirks von Florida für die Demokraten in das Repräsentantenhaus der Vereinigten Staaten gewählt. Er wurde zweimal wiedergewählt und konnte sein Mandat vom 4. März 1903 bis zum 3. März 1909 wahrnehmen. Er bemühte sich 1908 dann stattdessen erfolglos um einen der Sitze Floridas im Senat der Vereinigten Staaten; seinen Sitz im Repräsentantenhaus konnte Dannite H. Mays erringen. 
1915 wurde Lamar zum nationalen Beauftragten für die Panama-Pacific International Exposition bestellt, die in San Francisco ausgerichtet wurde. Im Folgejahr zog er nach Washington, D.C. um. Er starb am 26. September 1928 in Thomasville und wurde auf dem Oconee Hill Cemetery in Athens beigesetzt.